# Fastnachtsbrunnen
Als Fastnachtsbrunnen, Fasnachtsbrunnen, Karnevalsbrunnen oder Narrenbrunnen werden Brunnenanlagen mit karnevalistischen Bezügen bezeichnet.
Der wohl baulich älteste heute als Narrenbrunnen bezeichnete Brunnen steht in Ettlingen und stellt der Tradition nach Hans von Singen dar, den Hofnarren des Markgrafen Ernst. Der wohl älteste ist aber, der vom Ehrsamen Narrengericht in Grosselfingen seit über 500 Jahren für ihr Narrengericht genutzte Brunnen. Er ist einer der wichtigsten Attribute der Bruderschaft des Ehrsamen Narrengerichts zu Grosselfingen. Vor allem in Kontext der schwäbisch-alemannischen Fastnacht wurden in Baden-Württemberg und der Schweiz im 20. Jahrhundert zahlreiche Narren- bzw. Fastnachtsbrunnen aufgebaut, beginnend unter anderem mit Donaueschingen (1913). Der Bezug zum Ettlinger Brunnen ist dabei umstritten. Wilhelm Kutter sah ihn als direktes Vorbild, der Volkskundler Werner Mezger spricht dagegen vom vermeintlichen Vorbild.
Eva Kimminich hat herausgearbeitet, dass der Narrenbrunnen als Sündenquell bereits ein Motiv in Visionsberichten und geistlichem Spiel darstellt. Als Bezeichnung für konkrete Brunnen dürfte der Begriff allerdings nicht vor dem 19. Jahrhundert gebräuchlich sein. So äußert sich Jacob Grimm skeptisch von neuerfundener Benennung, als Lorenz Diefenbach bei der Übermittlung einer wetterauischen Sage vom Narrenbrunnen in Dauernheim schreibt.

## Brunnen in Deutschland
(Auswahl)
| Ort                               | Bundesland          | Name                                                            | Baujahr                                                     | Bildhauer | Bemerkungen | Bild    |
| --------------------------------- | ------------------- | --------------------------------------------------------------- | ----------------------------------------------------------- | --- | --- | ------- |
| Allmannsdorf (Konstanz)           | Baden-Württemberg   | Narrenbrunnen                                                   | 1976                                                        | Albert Schonhardt                                                                                                 | Betonsäule mit Reliefs von Narrenfiguren; darauf als Brunnenfiguren ein Besemaa und ein Besewieb der Narrenzunft Quaker Konstanz-Allmannsdorf |         |
| Alsdorf                           | Nordrhein-Westfalen | Karnevalsbrunnen                                                | 2001                                                        | Bonifatius Stirnberg                                                                                              | Narrenschiff, besetzt mit Alsdorfer Karnevalsfiguren | [ 7 ]   |
| Andernach                         | Rheinland-Pfalz     | Funkennarrenbrunnen                                             | 1988                                                        | | Brunnenfigur: Ein Soldat der „Blauen Funken“ mit Kanone |         |
| Bad Bellingen                     | Baden-Württemberg   | Bogdemollibrunnen, auch Narrenbrunnen                           | 1996                                                        | Marco Ohnesorge                                                                                                   | Wasserspeier: Relief einer Bogdemollimaske der Narrenzunft Bogdemolli |         |
| Bad Dürrheim-Hochemmingen         | Baden-Württemberg   | Narrenbrunnen                                                   | 2016                                                        | Martin Schonhardt                                                                                                 | Eckbühlplätz-Brunnen |         |
| Bad Säckingen                     | Baden-Württemberg   | Narrenbrunnen                                                   | 1973                                                        | Leonhard Eder | Brunnenfiguren: Figuren der Säckinger Fasnacht |         |
| Bad Saulgau                       | Baden-Württemberg   | Narrenbrunnen                                                   | 1989                                                        | Egon Leeuw | Brunnensäule mit vier alten Saulgauer Masken; Inschrift am Brunnentrog: Text aus dem Saulgauer Narrenlied |         |
| Bad Waldsee                       | Baden-Württemberg   | Federlebrunnen                                                  |                                                             | | Brunnenfigur: „Federle“ der Narrenzunft Waldsee |         |
| Bermatingen                       | Baden-Württemberg   | Bärenbrunnen                                                    | 1975                                                        | Erich Kaiser | Brunnenfigur: Bär, Narrenfigur der Bärenzunft Bermatingen (Betonguß); 2011 saniert | [ 14 ]  |
| Behla                             | Baden-Württemberg   | Wetti-Brunnen                                                   |                                                             | | Brunnenfigur: „Wetti-Butzer“ der Wettizunft Behla |         |
| Bohlingen                         | Baden-Württemberg   | Narrenbrunnen                                                   | 1990                                                        | Robert Seyfried                                                                                                   | Brunnenfiguren: Narrenfiguren der Bohlinger Fasnet | [ 16 ]  |
| Bräunlingen                       | Baden-Württemberg   | Narrenbrunnen                                                   | 2004                                                        | Bernhard Wintermantel                                                                                             | Narrenschiff mit Narrenutensilien | Commons |
| Buchen (Odenwald)                 | Baden-Württemberg   | Narrenbrunnen                                                   | 1998                                                        | Joseph Michael Neustifter                                                                                         | Narrenfiguren: Brauchtumsgestalten der Buchener Faschenacht |         |
| Bühl                              | Baden-Württemberg   | Hexenbrunnen                                                    |                                                             | | Brunnenfigur: Hexe der Hexenzunft Bühler Hexen | [ 20 ]  |
| Bühl                              | Baden-Württemberg   | Narrenbrunnen                                                   | 1995                                                        | Gudrun Schreiner                                                                                                  | Brunnenfigur: Narr in einem Rad | [ 22 ]  |
| Dettingen (Konstanz)              | Baden-Württemberg   | Narrenbrunnen                                                   | 2004                                                        | Friedrich Straub                                                                                                  | Brunnenfigur: „Moorschrat“ der Narrenzunft Moorschrat Dettingen-Wallhausen | [ 23 ]  |
| Dieburg                           | Hessen              | Fastnachtsbrunnen                                               | 1988                                                        | Bonifatius Stirnberg                                                                                              | Brunnenfiguren: Dieburger Fastnachtsfiguren | Commons |
| Döggingen                         | Baden-Württemberg   | Narrenbrunnen                                                   |                                                             | | Relief mit Narrenfiguren Gauch und Hexe |         |
| Donaueschingen                    | Baden-Württemberg   | Narrenbrunnen, auch Hanselbrunnen                               | 1913                                                        | Fritz Götz | Figur: Donaueschinger Hansel; ursprüngliche Figur von Bildhauer Sauer, Karlsruhe, 1938 durch Vandalismus zerstört, 1940 durch die heutige Figur von Fritz Götz ersetzt; Brunnen 1957 und 1973 versetzt | Commons |
| Ehingen (Donau)                   | Baden-Württemberg   | Spritzenmuckbrünnele                                            | 1961                                                        | Stefan Freudenreich                                                                                               | Brunnenfigur: Spritzenmuck (Feuerwehrmann), Hauptfigur der Ehinger Fasnet. Vor dem Rathaus in Ehingen steht eine weitere närrische Skulptur: „Der Narr schaut in die Zukunft“, die Statue eines Hofnarren, von Kurt Grabert. |         |
| Elzach                            | Baden-Württemberg   | Schuttigbrunnen                                                 | 1968                                                        | Erwin Krumm | Brunnenfigur: Schuttig der Narrenzunft Elzach, am Trog acht Reliefs mit Fasnetsdarstellungen; 2012 versetzt | Commons |
| Emmendingen                       | Baden-Württemberg   | Brunnen der Niederemmendinger Brunnenputzer                     | 1984                                                        | | Standort: Mundingerstraße |         |
| Endingen am Kaiserstuhl           | Baden-Württemberg   | Jokilibrunnen                                                   | 1957                                                        | Heinrich Schaeffert                                                                                               | Brunnenfigur: Jokili, die Hauptfigur der Endinger Fasnet |         |
| Engen                             | Baden-Württemberg   | Narrenbrunnen, auch Hanselebrunnen                              | 1983                                                        | Werner Gürtner | Brunnenfiguren: Hansele und andere Figuren der Engener Fasnet | Commons |
| Eschweiler                        | Nordrhein-Westfalen | Karnevalsbrunnen, auch Narrenbrunnen                            | 1985                                                        | | 2007 verlegt |         |
| Ettlingen                         | Baden-Württemberg   | Narrenbrunnen, früher Sternenbrunnen                            | 1549                                                        | Friedrich Hagenauer                                                                                               | Brunnenfigur: Hofnarr des Markgrafen Ernst, mit einer Tafel mit der Aufschrift AS MICH UNFERACHT BEDENCK DER WELT WYSHEYT UND BRACHT IST VOR GOT EIN DORHEIT GEACHT! Der Brunnen war ursprünglich vor dem Gasthaus Zum Sternen aufgestellt und wurde 1870 an den Schlossvorplatz versetzt. Die Brunnenfigur wurde 1963 in ein Museum verbracht und durch eine Nachbildung ersetzt; der aus dem 19. Jahrhundert stammende Trog wurde damals durch einen neuen, dem ursprünglichen Brunnen ähnlichen ersetzt. Die Narrengilde Ettlingen verleiht seit 1963 jährlich den renommierten Narrenbrunnenpreis für Verdienste um die Fastnacht. | Commons |
| Freiburg im Breisgau              | Baden-Württemberg   | Narrenbrunnen, auch Flecklehäs-Brunnen oder Fasnetsruferbrunnen | 1961                                                        | Franz Spiegelhalter                                                                                               | Brunnenfigur: Fasnetrufer als Symbolfigur der Freiburger Fasnet; Standort: Rotteckplatz, vor dem Colombi Hotel; 1961 durch Aufsetzen der Figur auf einen Brunnen von 1884 geschaffen | Commons |
| Freiburg im Breisgau, Herdern     | Baden-Württemberg   | Narrenbrunnen                                                   | 1961                                                        | Eberhard Hösch aus Herdern                                                                                        | Lalli-Brunnen, Bronzefigur auf dem alten Sandsteinbrunnenstock eines Viehtränkebrunnens (Hebsackweg, Ecke Sandstraße). Die Maske der Figur ist ein Direktabdruck der ersten Maske die von Franz Spiegelhalter für die den Zunftgründer geschnitten wurde. | Commons |
| Freiburg im Breisgau, Landwasser  | Baden-Württemberg   | Narrenbrunnen                                                   | 1980                                                        | Günter Uhl | Das Mooswaldwiibli steht im Teich des Einkaufszentrums in Landwasser. | Commons |
| Freiburg im Breisgau, Günterstal  | Baden-Württemberg   | Narrenbrunnen                                                   | 1990                                                        | Merzhauser Steinmetzfirma Hellstern                                                                               | Der aus rotem Sandstein geschaffene Bohrerbrunnen steht vor der Schule in Günterstal. Er wurde dem Ortsteil zur 100-jährigen Zugehörigkeit Günterstals zu Freiburg von der Stadt geschenkt. | Commons |
| Freiburg im Breisgau, St. Georgen | Baden-Württemberg   | Narrenbrunnen                                                   | 1990                                                        | Martin Schonhardt aus Simonswald                                                                                  | Der Reblausbrunnen zeigt einen sitzenden Reblausnarr aus Bronze. Er steht an der Andreas Hofer Straße und wurde zum 50-jährigen Bestehen der Reblauszunft aufgestellt. | Commons |
| Fulda                             | Hessen              | Fastnachtsbrunnen                                               | 1991                                                        | Franz-Carl Pechwitz                                                                                               | Brunnenfiguren: Türkischer Pascha mit Haremsdamen (bezieht sich auf die Karnevalsgesellschaft „Türkenbund“ der Fuldaer Fastnacht) | [ 35 ]  |
| Furtwangen                        | Baden-Württemberg   | Narrenbrunnen                                                   | 1984                                                        | Hubert Rieber | Brunnenfiguren: Figuren der Narrenzunft Furtwangen; Brunnen 2014 versetzt | [ 37 ]  |
| Fützen                            | Baden-Württemberg   | Narrenbrunnen                                                   | 1975                                                        | Clemens Körner | Aus einem Wurzelstock herausgeschnitzt zeigt der Brunnen drei Larven: ein Donaueschinger Hansele, einen Rottweiler Gschell und eine unspezifische Fastnachtshexe. |         |
| Gailingen am Hochrhein            | Baden-Württemberg   | Eichelklauberbrunnen                                            | 1975                                                        | Robert Seyfried                                                                                                   | Brunnenfiguren: „Eichelklauber“ der Gailinger Narrenzunft Eichelklauber und Schwein | [ 38 ]  |
| Geistingen (Hennef)               | Nordrhein-Westfalen | Karnevalsbrunnen                                                |                                                             | | Säule mit zwei kleinen Narrenfiguren | [ 39 ]  |
| Gengenbach                        | Baden-Württemberg   | Narrenbrunnen                                                   | 1991                                                        | Friedhelm Zilly                                                                                                   | Brunnenfiguren: Schalk, Hexe, Spättlehansel, Lumbehund und Klepperlesbube (Figuren der Gengenbacher Fasend) | Commons |
| Gottenheim                        | Baden-Württemberg   | Narrenbrunnen                                                   | 1982                                                        | | Brunnenfiguren: „Stumpen“, „Krutwächter“ und „Jockeli“ der Narrenzunft Krutstorze (Holzfiguren); 2006 restauriert und überdacht | [ 42 ]  |
| Grosselfingen                     | Baden-Württemberg   | Bilderbrunnen/Narrenbrunnen                                     | 15. Jh. mehrere Erneuerungen letzte in den Jahren 1961/1972 | Archiv des Ehrsamen Narrengerichts zu Grosselfingen, Adolf Lörch                                                  | Brunnenfigur: Sommervogel im Nest; 8 Reliefs am Trog mit Darstellung des Ehrsamen Narrengerichts |         |
| Gutach im Breisgau                | Baden-Württemberg   | Johlibrunnen                                                    | 1971                                                        | Richard Kessler                                                                                                   | Brunnenfigur: Johli, Hauptfigur der Gutacher Fasnet |         |
| Gutmadingen                       | Baden-Württemberg   |                                                                 |                                                             | | Brunnenfiguren: Rabe, Burgbläri | Commons |
| Hagnau am Bodensee                | Baden-Württemberg   | Eulenbrunnen                                                    | 1982                                                        | | Brunnenfiguren: zwei Eulen, Hauptfiguren der Hagnauer Fasnet |         |
| Haslach im Kinzigtal              | Baden-Württemberg   | Narrenbrunnen                                                   | 1976                                                        | Herbert Maier | Brunnenfiguren: Ranzengardist, Hemdglonker und Haselnarro, die Hauptfiguren der Haslacher Fasent | Commons |
| Hauingen                          | Baden-Württemberg   | Fasnachtsbrunnen                                                | 1986                                                        | Dieter Scheurer                                                                                                   | |         |
| Heddernheim (Frankfurt)           | Hessen              | Fassnachtsbrunnen                                               | 1989                                                        | | Brunnenfigur: Fassenachtsnarr; Standort: an der U-Bahn-Station Heddernheim |         |
| Heiligenberg (Bodenseekreis)      | Baden-Württemberg   | Narrenbrunnen Heiligenberg                                      | 1996                                                        | Hans-Peter Kienzler                                                                                               | Plastik aus hessischem Diabas, Burgeule, Hofnarr, Wolkenschieber |         |
| Hofheim am Taunus                 | Hessen              | Ambettbrunnen                                                   | 1964                                                        | | Brunnenfigur: Ambett, die „Fürstin“ der Hofheimer Karnevalsgesellschaft 1900 | [ 44 ]  |
| Hubertshofen (Donaueschingen)     | Baden-Württemberg   | Narrenbrunnen Waldwinkel                                        | 2018                                                        | Ralf Rosa, Grafenhausen, Bronzefiguren auf Sandsteinstele                                                         | Brunnenfiguren: Schmellewieb und Badmilli–Hexer |         |
| Hüfingen                          | Baden-Württemberg   | Hanselebrunnen                                                  | 1949                                                        | handwerkliche Arbeit                                                                                              | Brunnenfigur: Hansele, Hauptfigur der Hüringer Fasnet; 1953 Holzfigur durch eine Steingußfigur ersetzt |         |
| Immendingen                       | Baden-Württemberg   | Narrenbrunnen                                                   | 2005                                                        | Motiv nach einem Stillleben von Philip Kummer, Ausarbeitung und Fertigung Bildhauermeister Schnell aus Friedingen | Brunnenfiguren: Hansele und Gretele, Donaugeist, Bumbismaale und Mettenbergwiible |         |
| Inneringen                        | Baden-Württemberg   | Narrenbrunnen                                                   | 1994                                                        | | Brunnenfigur: Zunftrat der Narrenzunft Inneringen |         |
| Irslingen (Dietingen)             | Baden-Württemberg   | Narrenbrunnen                                                   | 1978, renoviert 2009                                        | Schnitzereien Horst Seiter (Neufra), Maler Josef Schneider (Fluorn), Restauration der Figuren Verena Gläser       | Brunnenfiguren: Ritter, Schellnarr |         |
| Istein                            | Baden-Württemberg   | Narrenbrunnen                                                   |                                                             | | Relief dreier Narrenfiguren der Isteiner Fasnacht als Wasserspeier; Inschrift „Narrheit – Spiegel der Wahrheit“ | [ 45 ]  |
| Karlsruhe                         | Baden-Württemberg   | Narrenbrunnen                                                   | 1987                                                        | Markus Lüpertz | Kacheln mit den Logos von Karlsruher Fastnachtsvereinen; Harlekinfigur von Markus Lüpertz | Commons |
| Kenzingen                         | Baden-Württemberg   | Welle-Bengel-Brunnen                                            | 1960                                                        | Heinrich Schaeffert                                                                                               | Brunnenfigur: Welle-Bengel, die Hauptfigur der Kenzinger Fasnet | Commons |
| Kipfenberg                        | Bayern              | Fasenicklbrunnen                                                |                                                             | | | [ 47 ]  |
| Kirchen-Hausen                    | Baden-Württemberg   | Narrenbrunnen                                                   | 1975                                                        | Florian Schlosser                                                                                                 | Brunnenfiguren: Latschari und Hexe der Narrenzunft Latschari 1911 Kirchen-Hausen, aus bemaltem Kiefernholz |         |
| Kirchseeon                        | Bayern              | Perchtenbrunnen                                                 | 1993                                                        | Hans Huschka | Brunnenfiguren: drei tanzende Perchtenfiguren | [ 48 ]  |
| Kirchzarten                       | Baden-Württemberg   | Narrenbrunnen                                                   | 1985                                                        | Helmut Kubitschek                                                                                                 | Darstellung: Aus einem Baumstumpf erwachsen Kirchzarter Hexen mit ihrem Besen, zu ihrer Linken, sie überragend und etwas zu ihr gebeugt, der Teufel und, im Rücken des Teufels und von der Gruppe wegblickend, der Tod; 1997 restauriert von Hans Goldschmidt | Commons |
| Kißlegg                           | Baden-Württemberg   | Narrenbrunnen                                                   | 1988                                                        | Siegfried Haas | Brunnenfiguren: „Schnarragagges“, „Hudelmale“, „Reitenderle“, „Grundholder“ und „Hudelbaum“ (Narrenbaum) der Narrenzunft Kißlegger Hudelmale |         |
| Klengen                           | Baden-Württemberg   | Dorfbrunnen                                                     | 1984                                                        | | Die Brunnenfiguren Strohmann und Strohhansel der Narrenzunft Brigachtal schmücken seit 1984 jedes Jahr in der Fasnetszeit den Dorfbrunnen. |         |
| Kollnau                           | Baden-Württemberg   | Narrenbrunnen                                                   | 1977                                                        | Hubert Bernhard (Bildhauer), Erich Holzer, Werner Holzer (Kunstschmiede)                                          | Brunnenfigur: Kollnauer Feuerteufel | Commons |
| Köln                              | Nordrhein-Westfalen | Karnevalsbrunnen, auch Fastnachtsbrunnen                        | 1913                                                        | Georg Grasegger                                                                                                   | Standort: Gülichplatz | Commons |
| Köln                              | Nordrhein-Westfalen | Narrenschiff-Brunnen, auch „Müllemer Bötche“                    | 1987                                                        | Bonifatius Stirnberg                                                                                              | Narrenschiff mit Karl Berbuer und anderen Figuren des Kölner Karnevals; Standort: Karl-Berbuer-Platz |         |
| Köln                              | Nordrhein-Westfalen | Ostermannbrunnen                                                | 1939                                                        | Willi Klein | Brunnen zur Erinnerung an den Karnevalisten und Liederdichter Willi Ostermann mit Figuren aus seinen Liedern; Skulptur 1936/39 von Willi Klein, Überarbeitung 1974 von Jürgen Hans Grümmer; Standort: Ostermannplatz |         |
| Konstanz                          | Baden-Württemberg   | Blätzlebrunnen                                                  | 1968                                                        | Ernst Thomann | Brunnenfiguren: zwei Blätzlebuebe der Konstanzer Blätzlebuebe-Zunft und ein Hemdglonker; Standort: Blätzleplatz/Augustinerplatz |         |
| Konstanz                          | Baden-Württemberg   | Karl-Steuer-Brunnen Konstanz                                    | 1998                                                        | Kurt E. Grabert                                                                                                   | Brunnenfigur: der Konstanzer Fasnächtler Karl Steuer (1909–1969); Standort: Wessenbergstraße/Zollernstraße |         |
| Lahnstein                         | Rheinland-Pfalz     | Narrenbrunnen                                                   | 1997                                                        | Hans-Georg Schleifer                                                                                              | Standort: Jupp-Bodenstein-Platz | [ 57 ]  |
| Lackendorf (Dunningen)            | Baden-Württemberg   | Narrenbrunnen                                                   |                                                             | | | Commons |
| Lahnstein                         | Rheinland-Pfalz     | Narrenbrunnen                                                   | 1997                                                        | Hans-Georg Schleifer                                                                                              | Standort: Jupp-Bodenstein-Platz | [ 58 ]  |
| Laufenburg                        | Baden-Württemberg   | Narrenbrunnen                                                   | 1957                                                        | Hugo Eckert | Brunnenfigur: Narro der Narro-Altfischerzunft |         |
| Lenzkirch                         | Baden-Württemberg   | Jokilibrunnen                                                   | 1971                                                        | Heiner Stoll | Brunnenfigur: Dengele, Hauptfigur der Lenzkircher Fasnet. Der Brunnen wurde 1971 in einer heimlichen Aktion der Narrenzunft durch das Entfernen der bisherigen Brunnenfigur, des Lokalhelden Kolumban Kayser, vom 1934 erstellten Brunnen geschaffen. In der Folge entschied sich der Gemeinderat, den Brunnen als Narrenbrunnen zu belassen und einen neuen Kolumban-Kayser-Brunnen aufzustellen. |         |
| Lindau (Bodensee)                 | Bayern              | Narrenbrunnen                                                   | 1989                                                        | Michael Veit | Brunnenfiguren: Narrenfiguren der Narrenzunft Lindau | Commons |
| Litzelstetten (Konstanz)          | Baden-Württemberg   | Kuckucksbrunnen                                                 | 1971                                                        | Ilse Michaelis-Glasser                                                                                            | Brunnenfigur: „Kuckuck“ der Narrenzunft Kuckuck Litzelstetten | [ 60 ]  |
| Löffingen                         | Baden-Württemberg   | Hexenbrunnen                                                    | 1975                                                        | Ulrich Kottenrodt                                                                                                 | Brunnenfigur: Löffinger Hexe |         |
| Ludwigshafen am Bodensee          | Baden-Württemberg   | Narrenbrunnen                                                   |                                                             | | Brunnen im Kurpark; Brunnenfiguren: Narrenfiguren der Narrenzunft Seehasen | Commons |
| Mainau                            | Baden-Württemberg   | Paradiesvogelbrunnen                                            | 1994                                                        | | Brunnenfigur: Hahn als Symbol der Hofnarrenzunft Mainauer Paradiesvögel | Commons |
| Mainz                             | Rheinland-Pfalz     | Fastnachtsbrunnen                                               | 1967                                                        | Blasius Spreng | fast 9 m hohe bronzene Brunnenskulptur, die von mehr als 200 Figuren und Allegorien bevölkert ist | Commons |
| Meersburg                         | Baden-Württemberg   | Schnabelgierebrunnen                                            | 1964                                                        | Bertold Brandes                                                                                                   | Brunnenfigur: Schnabelgiere, eine Einzelfigur der Meersburger Fasnet; Wasserspeier: Porträts von vier Meersburger Narrenräten | Commons |
| Möhringen an der Donau            | Baden-Württemberg   | Hanselebrunnen                                                  | 1965                                                        | Viktor Mezger | Brunnenfiguren: Bunthansele und Plätzle-Hansele, die Hauptgestalten der Möhringer Fasnet | Commons |
| Mühlheim an der Donau             | Baden-Württemberg   | Narrenbrunnen                                                   | 1970                                                        | Viktor Mezger | Brunnenfigur: Müllemer Narr auf einem Mühlrad (Betonguß) |         |
| Neuenburg am Rhein                | Baden-Württemberg   | Narrenbrunnen                                                   | 2004                                                        | Michael Schwarze                                                                                                  | Narrenschiff mit Allegorien und Personifikationen der Narretei | Commons |
| Neustadt                          | Baden-Württemberg   | Narrenbrunnen                                                   | 1980                                                        | | Neustädter Gägs | Commons |
| Neuwied                           | Rheinland-Pfalz     | Fastnachtsbrunnen in Heimbach-Weis                              | 2011                                                        | Norbert Bleidt | Narrenkappe | Commons |
| Niedereschach                     | Baden-Württemberg   | Narrenbrunnen                                                   | 2013                                                        | | Narrenbrunnen mit Schlapphuttäler und Teufenmaale |         |
| Niederwinden                      | Baden-Württemberg   | Narrenbrunnen                                                   | 1974                                                        | | Brunnensäule aus Holz mit geschnitzten Narrenfiguren | Commons |
| Nordweil                          | Baden-Württemberg   | Bachdatscherbrunnen                                             | 2006                                                        | Michael Schwarz                                                                                                   | Brunnenfigur: zwei „Bachdatscher“ der Narrenzunft Bachdatscher Nordweil |         |
| Nürnberg                          | Bayern              | Narrenschiff                                                    | 1988                                                        | Jürgen Weber | Narrenschiff-Skulptur, die geplante Umwandlung in einen Brunnen wurde bislang nicht umgesetzt | Commons |
| Oberndorf am Neckar               | Baden-Württemberg   | Narrenbrunnen                                                   | 1988                                                        | Walter Haaf | Brunnenfiguren: Narrenfiguren der Narrenzunft Oberndorf | Commons |
| Oberried (Breisgau)               | Baden-Württemberg   | Narrenbrunnen                                                   | 1974                                                        | Hermann Schreiner                                                                                                 | Brunnenfigur: „Krüzsteinschreck“ der Narrengilde Oberried | Commons |
| Oberursel                         | Hessen              | Fassenachts-Brunnen                                             | 2001                                                        | Bonifatius Stirnberg (Entwurf), Walter Meffert (Ausführung)                                                       | Eselsreiterin rückwärts, Karnevalsverein Frohsinn 1890 | [ 64 ]  |
| Oberwinden                        | Baden-Württemberg   | Spitzbuebe-Brunnen                                              | 1965                                                        | Josef Tränkle | Brunnenfigur: Narrenfigur „Spitzbue“ der Narrenzunft „D'r Oberwindemer Spitzbue“; Holzfigur und Brunnentrog inzwischen mehrfach ersetzt |         |
| Offenburg                         | Baden-Württemberg   | Narrenbrunnen                                                   | 1964                                                        | Willi Dorn | Brunnenfiguren: Hexen der Offenburger Hexenzunft, Spättle-Hansel der Althistorischen Narrenzunft | Commons |
| Oos (Baden-Baden)                 | Baden-Württemberg   | Narrenbrunnen                                                   |                                                             | | Brunnenfigur: Hofnarr mit Trinkbecher | Commons |
| Ostrach                           | Baden-Württemberg   | Narrenbrunnen, auch Fasnachts-Brunnen                           | 1989                                                        | Kurt Grabert | |         |
| Radolfzell                        | Baden-Württemberg   | Froschenbrunnen                                                 | 1983                                                        | Friedhelm Zilly                                                                                                   | Brunnenfiguren: Frösche der Froschenzunft Radolfzell, mit weiteren kleinen Figuren | [ 67 ]  |
| Radolfzell                        | Baden-Württemberg   | Kappedeschlebrunnen                                             | 1977                                                        | Robert Seyfried                                                                                                   | Brunnenfigur: „Kappedeschle“, der „Erznarr“ der Narrizella Radoldi 1841, mit weiteren kleinen Figuren der Zunft; Brunnenfigur 1997 versetzt |         |
| Rheinfelden (Baden)               | Baden-Württemberg   | Narrenbrunnen                                                   | 1997                                                        | Leonhard Eder | | Commons |
| Reute (Breisgau)                  | Baden-Württemberg   | Narrenbrunnen, „Riddemer Schrättele“                            |                                                             | Leonhard Eder | mit Statue der Narrenfigur Schrätteli | Commons |
| Riedlingen                        | Baden-Württemberg   | Narrenbrunnen                                                   | 1997                                                        | Gerold Jäggle | |         |
| Rottenburg am Neckar              | Baden-Württemberg   | Narrenbrunnen                                                   | 2009                                                        | Gerold Jäggle | | Commons |
| Schabenhausen                     | Baden-Württemberg   | Dorfbrunnen                                                     | 1996                                                        | Hermann Schlenker                                                                                                 | Brunnenfigur (aus Holz): Wasserträger der Schlierbach-Narren Schabenhausen |         |
| Sasbachwalden                     | Baden-Württemberg   | Glunkerlesbrunnen                                               |                                                             | | | Commons |
| Scheer                            | Baden-Württemberg   | Kondebrunnen                                                    | 1975                                                        | Eugen Leeuw | Brunnenfigur: wandernder Handwerksbursche; Wasserspeier: „Mußbrenner“-Masken | Commons |
| Schömberg                         | Baden-Württemberg   | Narrenbrunnen                                                   | 1964                                                        | Alfred Sessler | Brunnenfigur: Fransenkleidle der Narrenzunft Schömberg, Holzfigur inzwischen in der Zunftstube untergebracht, 1980 durch Metallkopie ersetzt | Commons |
| Schönwald im Schwarzwald          | Baden-Württemberg   | Narrenbrunnen                                                   | 1989                                                        | Fattler | Brunnenfigur: „Hirtebue“ der Narrenzunft „Hirtebue“ Schönwald |         |
| Schwenningen                      | Baden-Württemberg   | Narrenbrunnen                                                   | 1978                                                        | Hubert Bernhard                                                                                                   | Brunnenfigur: Schwenninger Hansel; weitere Schwenninger Masken als Wasserspeier |         |
| Schweighausen                     | Baden-Württemberg   | Narrenbrunnen                                                   | 2004                                                        | Ralf Trenkle | Brunnenfigur: Geisberger Geisenmeckerer |         |
| Singen (Hohentwiel)               | Baden-Württemberg   | Narrenbrunnen                                                   | 2010                                                        | Gero Hellmuth | Brunnenfiguren: Poppele und andere Figuren der Singener Fasnet | Commons |
| Sipplingen                        | Baden-Württemberg   | Hänselebrunnen                                                  | 1970                                                        | Viktor Mezger | Brunnenfigur: Hänsele der Fastnachtsgesellschaft Sipplingen | [ 72 ]  |
| Steißlingen                       | Baden-Württemberg   | Narrenbrunnen                                                   | 1983                                                        | Robert Seyfried                                                                                                   | Brunnenfiguren: Narren der Storchenzunft Steißlingen |         |
| Stetten am kalten Markt           | Baden-Württemberg   | Narrenbrunnen                                                   | 1975                                                        | Klaus Ringwald | Bronzesäule (Höhe: knapp 5 m) mit Fastnachtsdarstellungen im Relief |         |
| Stetten (Hechingen)               | Baden-Württemberg   | Hagaverschreckerbrunnen                                         | 1976                                                        | H.-P. Schetter | Reliefs mit Szenen der Hagaverschrecker-Sage, vier große Masken als Wasserspeier |         |
| Stockach                          | Baden-Württemberg   | Hans-Kuony-Brunnen                                              | 1973                                                        | Werner Gürtner | Brunnenfigur: Hofnarr Kuony von Stocken; Brunnen 2004 versetzt | Commons |
| Stuttgart                         | Baden-Württemberg   | Narrenbrunnen, auch Fastnachtsbrunnen                           | 1987                                                        | Horst Kuhnert | Brunnenfiguren (Edelstahlfiguren in abstrahierter Form): Prinzenpaar der Gesellschaft Möbelwagen e. V. auf einem Möbelwagen, der von einem Pferd gezogen wird. | Commons |
| Tannheim (VS)                     | Baden-Württemberg   | Dorfbrunnen                                                     |                                                             | | Die Brunnenfiguren (Osemali der Osemalizunft Tannheim) schmücken jedes Jahr in der Fasnetszeit den Dorfbrunnen. | [ 76 ]  |
| Tiengen                           | Baden-Württemberg   | Surianerbrunnen                                                 | 1972                                                        | Alfred Regnat, Inge Regnat-Ulner                                                                                  | Brunnenfigur: Hansel der Surianergemeinde Tiengen |         |
| Trier                             | Rheinland-Pfalz     | Heuschreckbrunnen                                               | 1977                                                        | Willi Hahn | Gestiftet von der Trierer Karnevalsgesellschaft Heuschreck | Commons |
| Überlingen                        | Baden-Württemberg   | Hänselebrunnen                                                  | 1934                                                        | Viktor Mezger | Brunnenfigur: Hänsele der Narrenzunft Überlingen | Commons |
| Unterkirnach                      | Baden-Württemberg   | Kieschtock-Brunnen                                              | 1995                                                        | | Brunnenfiguren nach Narrenfiguren der Kieschtock-Zunft Unterkirnach |         |
| Villingen                         | Baden-Württemberg   | Narrobrunnen                                                    | 1937                                                        | Eugen Merz | Brunnenfigur: Narro der Narrozunft Villingen aus bemaltem Eichenholz |         |
| Volkertshausen                    | Baden-Württemberg   | Rehbockbrunnen                                                  | 1974                                                        | Werner Gürtner | Brunnenfigur: „Rehbock“ der Narrenzunft Rehbock 1908 Volkertshausen | Commons |
| Waldkirch                         | Baden-Württemberg   | Jokilibrunnen                                                   | 1963                                                        | Hubert Bernhard                                                                                                   | Brunnenfiguren: drei Bajass, Hauptfigur der Waldkircher Fasnacht; Standort: Jünglingsteg, später versetzt, heutiger Standort: Ecke Marktplatz/Friedhofstrasse/Kirchstraße | [ 77 ]  |
| Waldkirch                         | Baden-Württemberg   | Narrenbrunnen                                                   | 1986                                                        | Hubert Bernhard                                                                                                   | Brunnenfiguren: die Waldkirche Narrenfiguren Bajass, Kandelhexe, Büttel, Kläpperlebub, Hemdglunker und Alte Jungfer; Standort: Rathausinnenhof | [ 79 ]  |
| Wasungen                          | Thüringen           | Brunnen mit Narrenköpfen                                        |                                                             | | | Commons |
| Wehingen                          | Baden-Württemberg   | Narrenbrunnen                                                   | 1976                                                        | Florian Schlosser                                                                                                 | Brunnenfiguren: drei Wehinger Narren (bemalte Holzfiguren); 2008 restauriert | [ 80 ]  |
| Weil der Stadt                    | Baden-Württemberg   | Narrenbrunnen                                                   | 1986                                                        | Gerhard Längerer                                                                                                  | Brunnenfiguren: Narren der Narrenzunft AHA; Standort: am Speidelsberg | [ 81 ]  |
| Weingarten (Württemberg)          | Baden-Württemberg   | Plätzlerbrunnen                                                 | 1975                                                        | Eberhard Martin Schmidt                                                                                           | Brunnenfigur: Plätzler mit Karbatsche und hochgeschobener Larve | Commons |
| Wellendingen                      | Baden-Württemberg   | Narrenbrunnen                                                   | 1974                                                        | Karl Rieber | Brunnenfigur: „Schellnarr“ der Narrenzunft Wellendingen |         |
| Wilflingen (Wellendingen)         | Baden-Württemberg   | Narrenbrunnen                                                   | 1995                                                        | Frieder Preis | Brunnenfiguren: „Schellnarr“, „Strohbär“ und „Teufel“ der Narrenzunft Wellendingen | [ 82 ]  |
| Wolfach                           | Baden-Württemberg   | Narrenbrunnen                                                   | 1970                                                        | Walter Haaf | Brunnenfiguren: drei Nasenzügler, Mehlwurmhansel, Alde Rungunkel, Röslehansel, Wohlaufma, Nussschalenhansel, Schellenhansel, Spättlehansel und Streifenhansel der Wolfacher Fasnet; zunächst nur sechs Figuren, 2000 erweitert | [ 84 ]  |
| Zell am Harmersbach               | Baden-Württemberg   | Narrenbrunnen                                                   | 1971                                                        | Walter Haaf | Brunnenfiguren sind die vier verschiedenen Zeller Narro-Figuren |         |
| Zell im Wiesental                 | Baden-Württemberg   | Fasnachtsbrunnen                                                | 2006                                                        | Volker Scheurer                                                                                                   | | Commons |
| Zell im Wiesental                 | Baden-Württemberg   | Füürige-Marcher-Brunnen                                         |                                                             | | Brunnenfigur: Ein Bauer trägt den „Füürigen Marcher“ (Narrenfigur der Füürige Marcher Zell 1993) auf dem Rücken. |         |

Nicht in Brunnenform gestaltet sind u. a. Denkmäler in Obernheim („Hexeneck“ von Günther Dietrich, 1994), Schömberg („Narrengruppe“) und Hürth („Hürther Funkentanz“).

## Brunnen in anderen Ländern
(Auswahl)
| Ort       | Land       | Name                                     | Baujahr   | Bildhauer         | Bemerkungen | Bild    |
| --------- | ---------- | ---------------------------------------- | --------- | ----------------- | --- | ------- |
| Basel     | Schweiz    | Fasnachts-Brunnen, auch Tinguely-Brunnen | 1975–1977 | Jean Tinguely     | Wasserspiele mit zehn maschinellen Skulpturen | Commons |
| Lachen SZ | Schweiz    | Fasnachtsbrunnen                         | 1985      | Heinrich Diethelm | Auf dem Brunnenstock der „Lachner Kopf“, Symbol der Lachner Fasnacht. An den Seiten Bronzereliefs der Lachner Fasnachtsfiguren „Rölli“, „Domino“ und eine Hexe.                   | [ 90 ]  |
| Luzern    | Schweiz    | Fritschibrunnen                          | 1919      |                   | Errichtet von der Zunft zu Safran. An der Brunnensäule u. a. die Masken Fritschis und seiner Frau; als Wasserspeier vier Narrenmasken; Brunnenfigur: Standbild eines Bannerherrn. | Commons |
| Telfs     | Österreich | Fasnachtsbrunnen                         | 1997      | Martin Gundolf    | Reliefs am Brunnenbecken mit Darstellungen des Telfser Schleicherlaufens; Brunnenfigur: Laternenträger                                                                            |         |